# Compsibidion basale
Compsibidion basale là một loài bọ cánh cứng trong họ Cerambycidae.